# Corrado di Walbeck
Corrado (1018 – 1073) fu conte di Walbeck e burgravio (Burggraf) di Magdeburgo.

## Biografia
Era figlio di Federico, conte di Walbeck e di Thietburga. Si sa poco sulla vita di Corrado. 
Sposò Adelaide di Baviera, di ascendenza sconosciuta. Essi ebbero solo una figlia documentata: 
- Matilde, che sposò Teodorico, conte di Plötzkau; essi ebbero come figlio Helperich, margravio della marca del Nord.

Corrado fu l'ultimo conte di Walbeck: il titolo venne acquisito dai margravi della Nordmark. Gli succedette come burgravio di Magdeburgo Ermanno di Sponheim, figlio di Sigfrido I, conte di Sponheim. 